# Nisides Saronikou Kolpou Kai Thalassia Periochi
Nisides Saronikou Kolpou Kai Thalassia Periochi este o arie protejată (arie de protecție specială avifaunistică — SPA) din Grecia întinsă pe o suprafață de 12.036,26 ha, integral pe uscat.

## Localizare
Centrul sitului Nisides Saronikou Kolpou Kai Thalassia Periochi este situat la coordonatele 37°48′40″N 23°21′33″E / 37.811164°N 23.359078°E.

## Înființare
Situl Nisides Saronikou Kolpou Kai Thalassia Periochi a fost declarat arie de protecție specială avifaunistică în baza directivei 79/409 din 1979 referitoare la conservarea păsărilor sălbatice pentru a proteja 1 specie de animale.

## Biodiversitate
Situată în ecoregiunile marină mediteraneană și mediteraneană, aria protejată nu include niciun habitat protejat.
La baza desemnării sitului se află o specie protejată de  păsări: Phalacrocorax aristotelis desmarestii.